# Czerwionka-Leszczyny

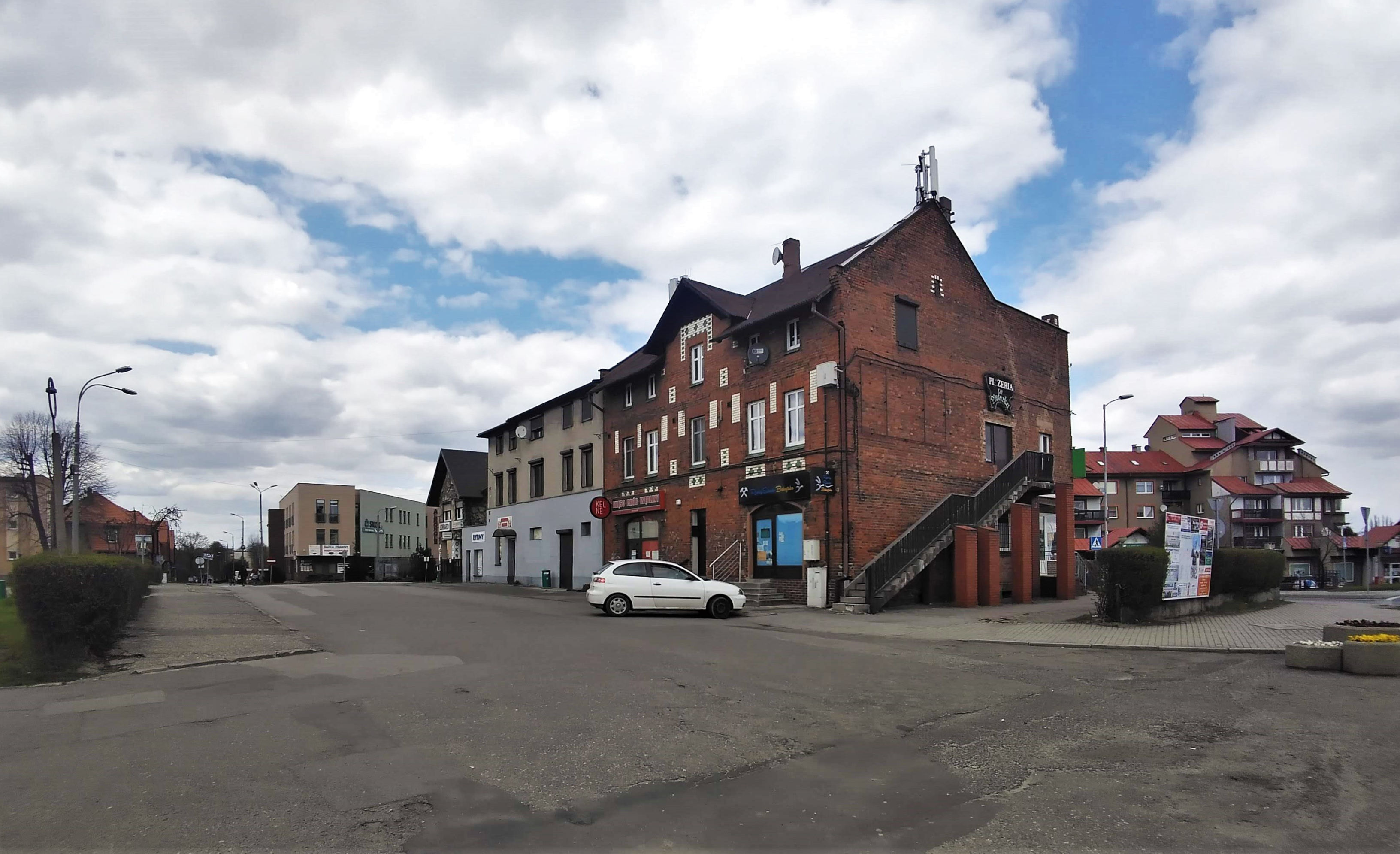
Marktplatz in Czerwionka

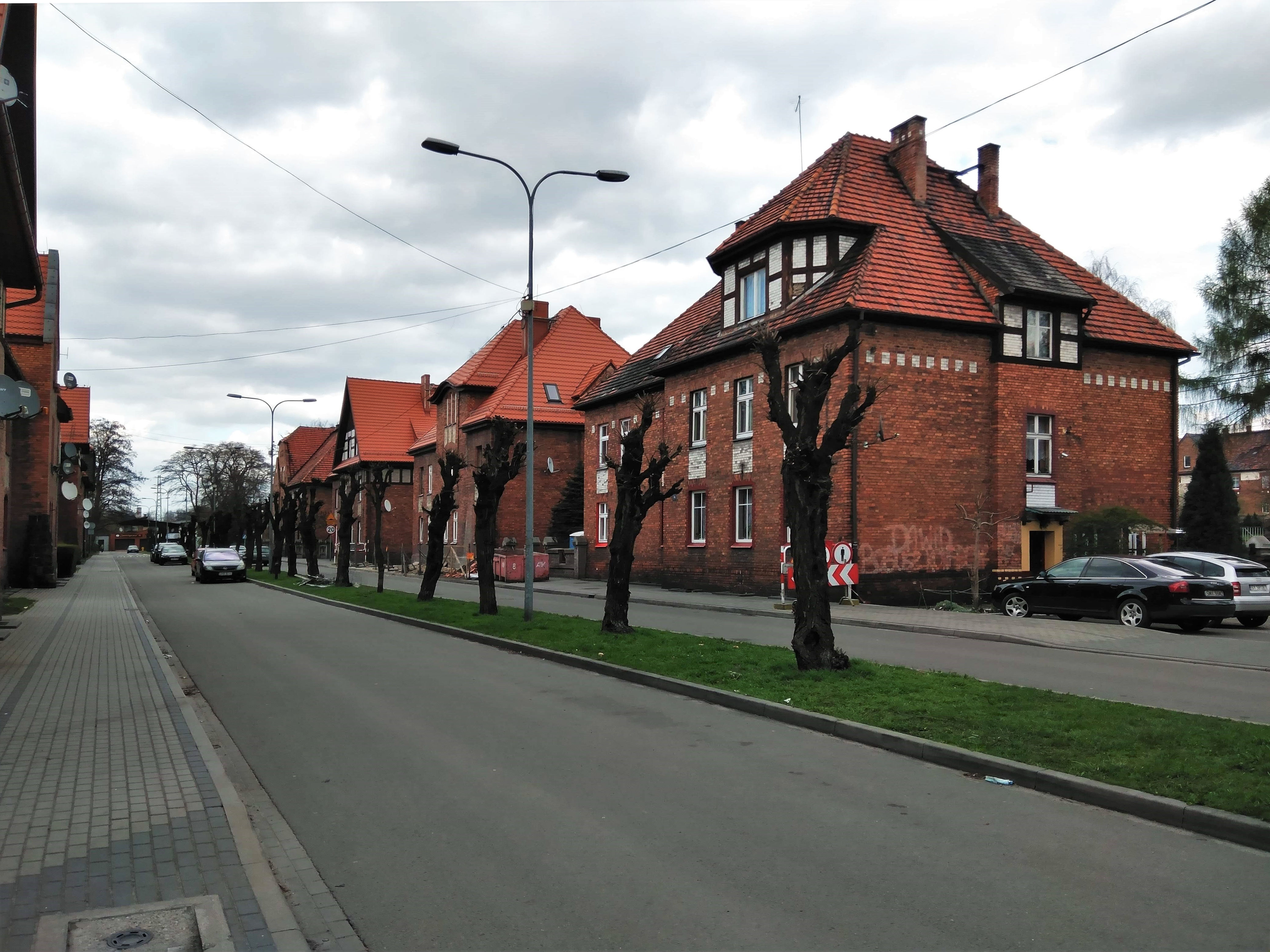
Arbeiterkolonie in Czerwionka

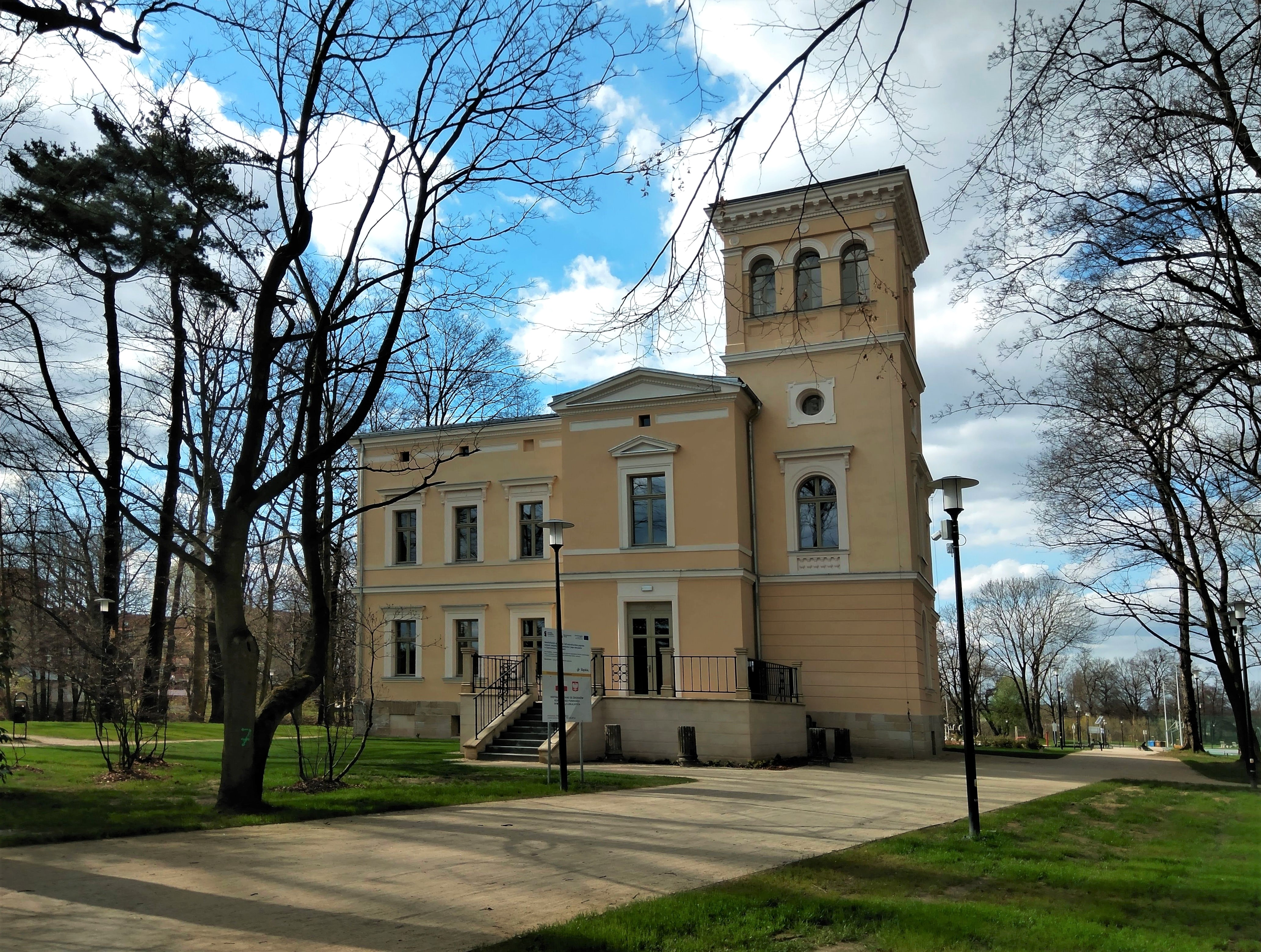
Herrenhaus von Bartelt in Leszczyny

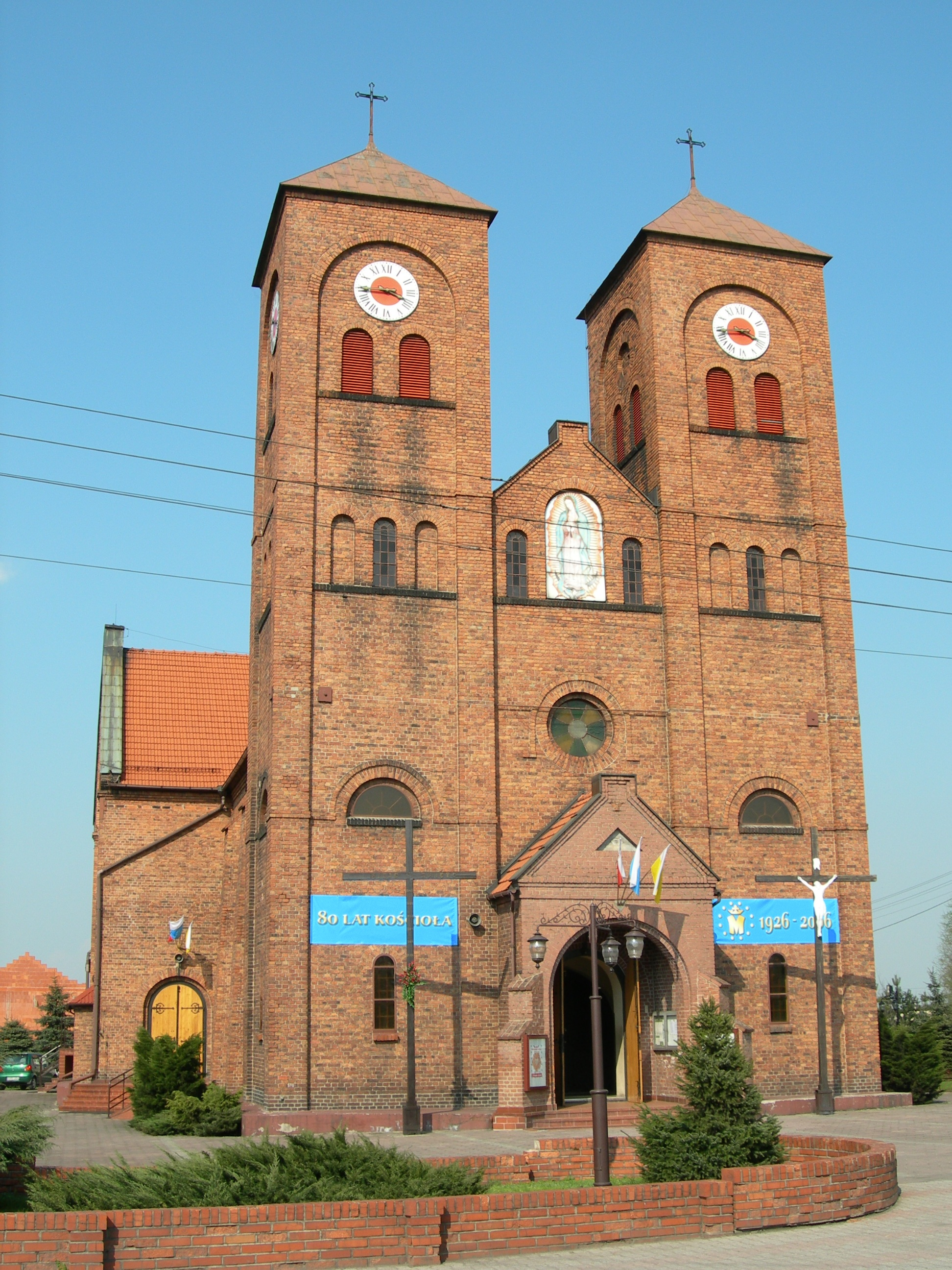
Kirche in Czuchów

Czerwionka-Leszczyny ist eine Stadt im Powiat Rybnicki der Woiwodschaft Schlesien in Polen. Sie ist Sitz der gleichnamigen Stadt-und-Land-Gemeinde mit 41.909 Einwohnern (Stand 31. Dezember 2020).
Sie liegt in Oberschlesien, nordöstlich von Rybnik und beiderseits der Birawka. Die Stadt entstand 1975 durch die Eingemeindung der Stadt Czerwionka (deutsch Czerwionka) in die Nachbarstadt Leszczyny (Leschczin). Diese wurde 1992 mit der Gründung der Stadt-und-Land-Gemeinde umbenannt.

## Stadtgliederung
Die Stadt gliedert sich in vier Stadtteile:
- Czerwionka
- Czuchów (Czuchow)
- Dębieńsko (Dubensko)
- Leszczyny (Leschczin)

## Geschichte

### Czerwionka
Die erste Erwähnung des Dorfes stammt aus dem Jahre 1305. Seit 1327 gehörte es zum Territorium der böhmischen Krone. Czerwionka war zwischen 1521 und 1532 im Besitz der Piastenherzöge von Oppeln, nachdem deren Linie ausstarb, war der Ort bis 1788 Teil der Herrschaft Rybnik.
1742 gehörte das 12 km nordöstlich von Rybnik am rechten Ufer der Birawka gelegene Dorf zu dem Teil Oberschlesiens, den Österreich an Preußen abtreten musste.
Die Eisenerzlagerstätten bei Czerwionka wurden schon seit dem 17. Jahrhundert in geringem Umfang abgebaut. Bedeutung erlangte jedoch erst das 1783 errichtete fiskalische Frischfeuer, zu dem im Nachbarort Ciossek nach 1800 noch ein Hochofen und ein Walzwerk hinzu kamen.
Mit der Aufnahme der Steinkohlenförderung erlangte Czerwionka seine Blütezeit. Die seit 1792 betriebene Dubenskogrube (polnisch KWK Dębieńsko) ist nicht nur eines der ältesten, sondern auch eines der bedeutendsten Steinkohlenbergwerke Oberschlesiens.
Czerwionka gehörte seit 1818 dem Kreis Rybnik an.
Im Jahre 1856 wurde Czerwionka an die Eisenbahn von Rybnik nach Orzesche angeschlossen.
Czerwionka war ein Zentrum der polnischen Aufstände unter Wojciech Korfanty zwischen 1919 und 1921. Die Gemeinde liegt in dem Teil Ostoberschlesiens, der 1922 zu Polen kam.
Mit dem Überfall auf Polen 1939 wurde der Ort völkerrechtswidrig vom Deutschen Reich annektiert. Die Dubenskogrube wurde Teil der Bergwerksverwaltung Oberschlesien GmbH der „Reichswerke Hermann Göring“. Als sich zu Beginn des Jahres 1945 die Front näherte, wurde das Werk am 22. Januar evakuiert. Dabei wurden 292 zur Zwangsarbeit eingesetzte Häftlinge aus dem KZ Auschwitz erschossen und die Belegschaft floh nach Seitendorf (Zatonie) bei Hirschfelde in Sachsen.
Die Gmina Czerwionka, eine Landgemeinde, wurde 1954 Gromada und noch im selben Jahr eine Osiedle (stadtartige Siedlung). In der Bergbau- und Industriegemeinde waren neben dem Hauptarbeitgeber, der Steinkohlenzeche Dębieńsko mit 4202 Arbeitsplätzen (1958), auch eine Kokerei und ein Werk für Eisenbetonprodukte ansässig.
Im Jahr 1962 erhielt Czerwionka Stadtrecht und wurde 1975 in die Nachbarstadt Leszczyny eingemeindet. Czuchów wurde 1972 in Czerwionka eingemeindet.

### Leszczyny(Leschczin)
Wie auch Czerwionka war Leszczyny ursprünglich eine alte polnische Ansiedlung, die nach 1250 in ein Dorf mit deutschem Recht umgewandelt wurde.
Im Jahre 1606 entstand die Schrotholzkirche von Leschczin.
1740 nahm in dem 8 km nordöstlich von Rybnik in den Wäldern zwischen der Ruda und Bierawka gelegenen Dorf eine Glashütte ihren Betrieb auf.
Erst mit der Entstehung des oberschlesischen Steinkohlenreviers erfuhr der bis dahin recht unbedeutende Ort seinen Aufschwung. Leschczin entwickelte sich zu einer Bergarbeitersiedlung für die aus Polen eingewanderten Arbeiter der umliegenden Steinkohlenzechen. Auch im Ort selbst stand eine Zeche im Betrieb, die jedoch keine größere Bedeutung hatte.
Leschczin gehörte seit 1818 zum preußischen Kreis Rybnik. 1922 wurde der Ort ein Teil Polens und war administrativ weiterhin dem nun polnischen Powiat Rybnik zugeordnet. Zwischen 1939 und 1945 war Leschczin Teil des Deutschen Reiches.
Leszczyny war seit 1955 eine Osiedle. 1962 erhielt auch Leszczyny Stadtrecht, die Nachbarstadt Czerwionka wurde 1975 eingemeindet.
Im Jahr 1992 wurden Stadt- und Landgemeinde Leszczyny zur Stadt-und-Land-Gemeinde Czerwionka-Leszczyny vereinigt.

### Einwohnerentwicklung

#### Czerwionka
1784: 00159 Einwohner

1825: 00277

1905: 01.909

1931: 05.100

1961: 09.189

1970: 10.226

#### Leszczyny(Leschczin)
1784: 00134 Einwohner

1825: 00321

1905: 01.223

1931: 02.300

1961: 08.478

1970: 12.158

## Gemeinde
Zur Stadt-und-Land-Gemeinde (gmina miejsko-wiejska) Czerwionka-Leszczyny mit einer Fläche von 115 km² gehören die Stadt selbst und sechs Dörfer mit Schulzenämtern.

## Politik

### Bürgermeister
An der Spitze der Stadtverwaltung steht der Bürgermeister. Seit 2006 ist dies Wiesław Janiszewski vom Wahlkomitee „Entwicklungsbewegung der Gemeinden der Region Rybnik“. Die turnusmäßige Wahl im Oktober 2018 führte zu folgendem Ergebnis:.
- Wiesław Janiszewski (Wahlkomitee „Entwicklungsbewegung der Gemeinden der Region Rybnik“) 52,8 % der Stimmen
- Izabela Rajca (Prawo i Sprawiedliwość) 21,5 % der Stimmen
- Marcin Stempniak (Wahlkomitee der aktiven Wähler) 15,5 % der Stimmen
- Leszek Salamon (Wahlkomitee „Lokale Gemeinschaft der Subregion“) 10,2 % der Stimmen

Damit wurde Janiszewski bereit im ersten Wahlgang als Bürgermeister wiedergewählt.

### Stadtrat
Der Stadtrat besteht aus 21 Mitgliedern und wird von der Bevölkerung gewählt. Die Stadtratswahl 2018 führte zu folgendem Ergebnis:
- Wahlkomitee „Entwicklungsbewegung der Gemeinden der Region Rybnik“ 33,3 % der Stimmen, 7 Sitze
- Prawo i Sprawiedliwość (PiS) 25,1 % der Stimmen, 5 Sitze
- Wahlkomitee „Lokale Gemeinschaft der Subregion“ 17,8 % der Stimmen, 4 Sitze
- Wahlkomitee der Schlesischen Gemeinschaft „Ciosek“ – Gemeinsam für Schlesien 13,7 % der Stimmen, 3 Sitze
- Wahlkomitee der aktiven Wähler 10,2 % der Stimmen, zwei Sitze

### Städtepartnerschaft
- Jēkabpils, Lettland

## Sehenswürdigkeiten
- Die barocke St.-Georgskirche aus dem Jahr 1802 im Stadtteil Dębieńsko

- Das klassizistische Herrenhaus in Leszczyny (Palac) wurde 1882 von Konrad von Bartelt erbaut. Es ist  ein zweistöckiges Gebäude mit einem Turm an der Ostseite. Derzeit beherbergt eine Zweigstelle der Stadtbibliothek und des Kunst- und Musikvereins. Rund um das Herrenhaus wurden Teiche und ein großer Park angelegt, der bis heute erhalten ist.[3]

- Die Villa mit Mansardendach in Leszczyny wurde ebenfalls von Konrad von Bartelt 1882–1883 erbaut. Das Gebäude ist italienischen Renaissancevillen nachempfunden und hat einen rechteckigen Grundriss mit einem vierseitigen Eckturm am Haupteingang und einer Seitenfassade mit einem rechteckigen Vorbau Der Turm ist ein Stockwerk höher als der Hauptkörper und hat die Form einer aufgebauten Belvedere-Terrasse, die sich nach außen hin mit großen Rundbogenfenstern öffnet. Das Gebäude ist charakteristisch für den im 19. Jahrhundert beliebten Neoklassizismus.[4]

- Die Arbeitersiedlung (Osiedle robotnicze KWK Dębieńsko) gehörte zu einer Grube der ehemals Vereinigten Königs- und Laurahütte. Es finden sich vor allem drei Gebäudearten: 1. Zweigeschossige mit Schopfwalmdach, flachem Mittelrisalit und Wänden mit Blendendekoration, beispielsweise in der ul. Słowackiego 2. zweigeschossige mit flachen Seitenrisaliten Zwerchhäusern und Giebeln wie in der ul. Halllera 3.  In der ul. Miciewicza und der ul. Wolności finden sich eingeschossige Häuser mit Mansarddach und Risaliten.[5]

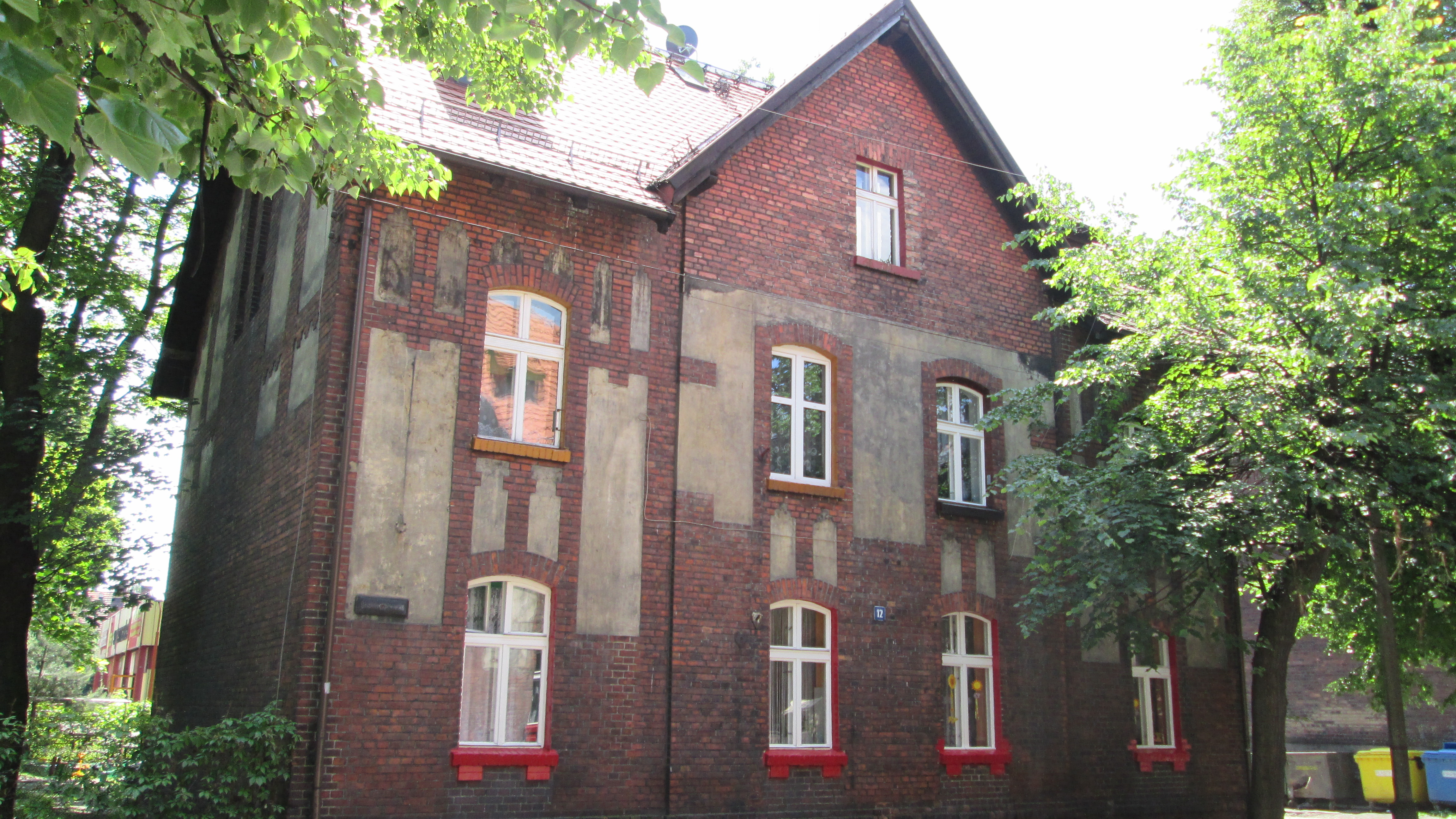
Haus in der ul. Słowackiego
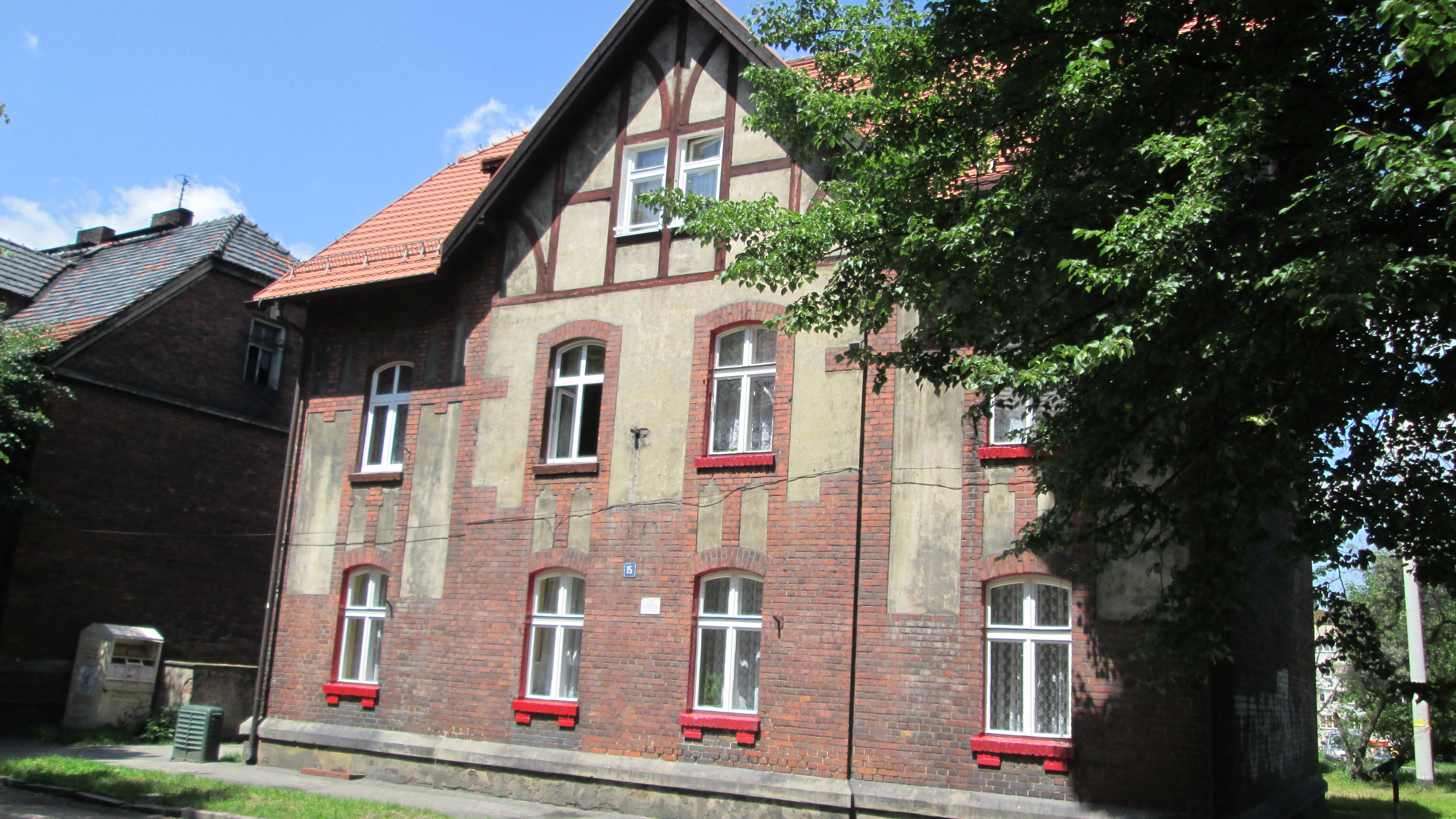
Haus in der ul. Słowackiego
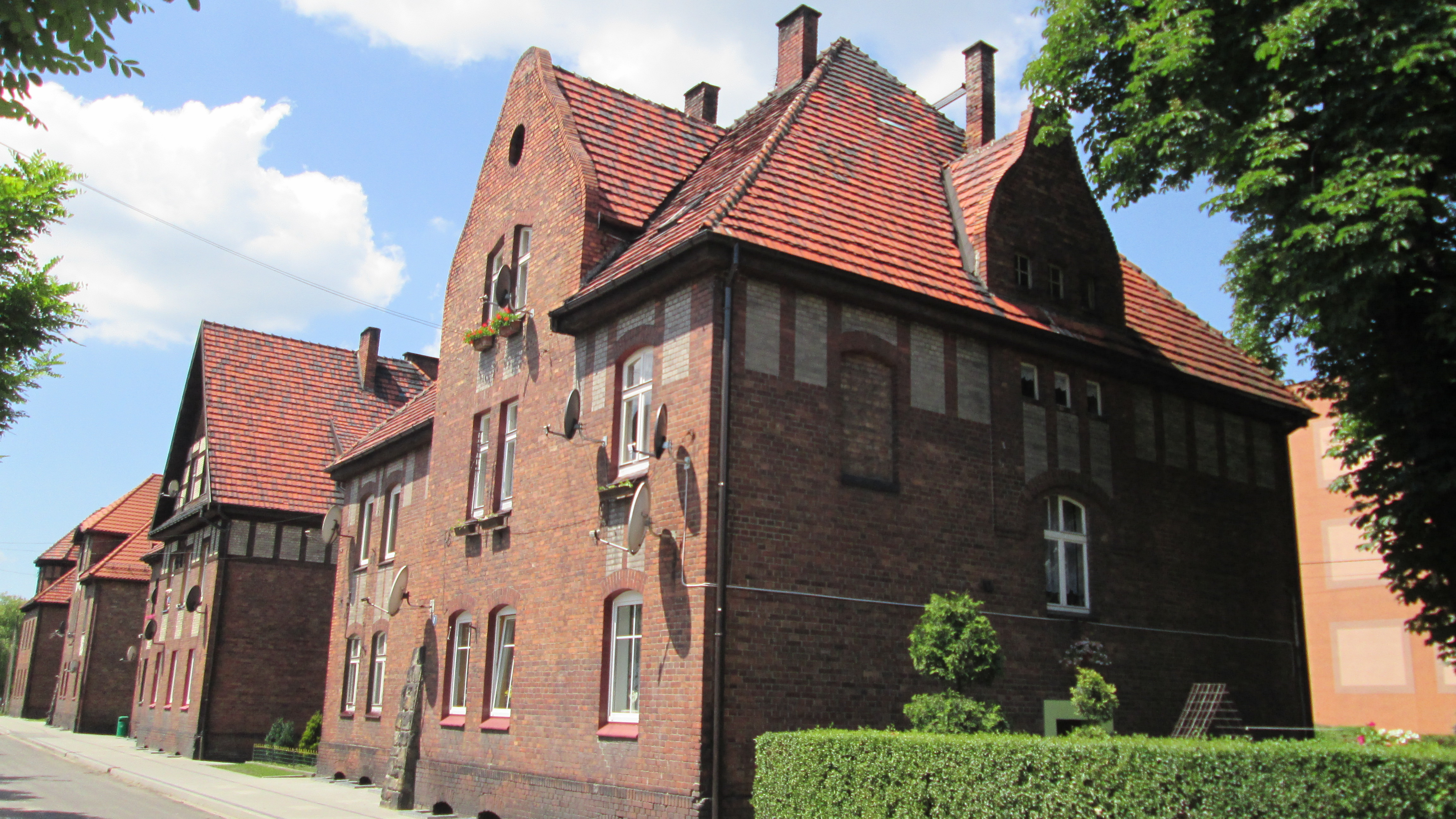
Haus in der ul. Hallera
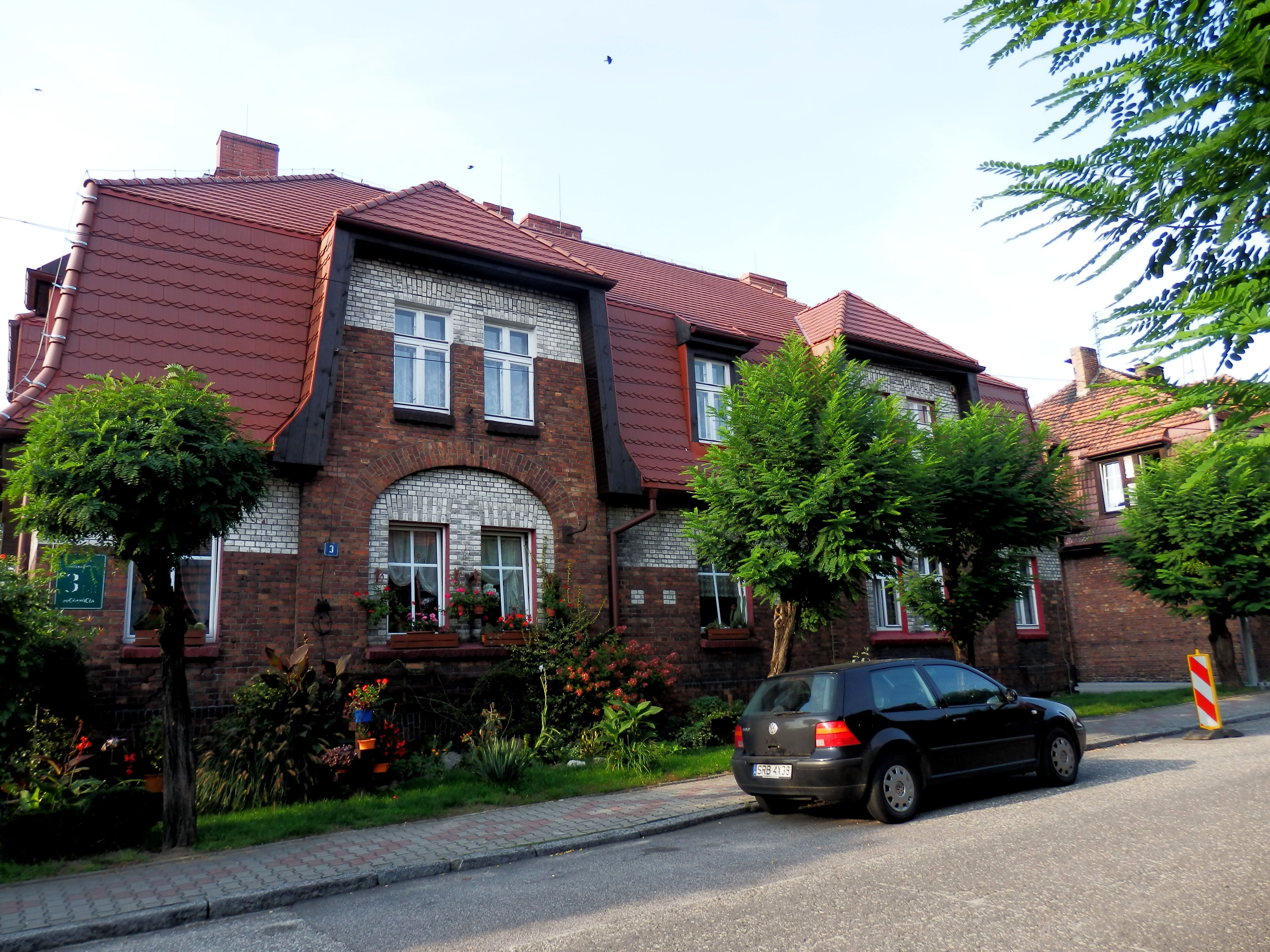
Haus in der ul. Miciewicza
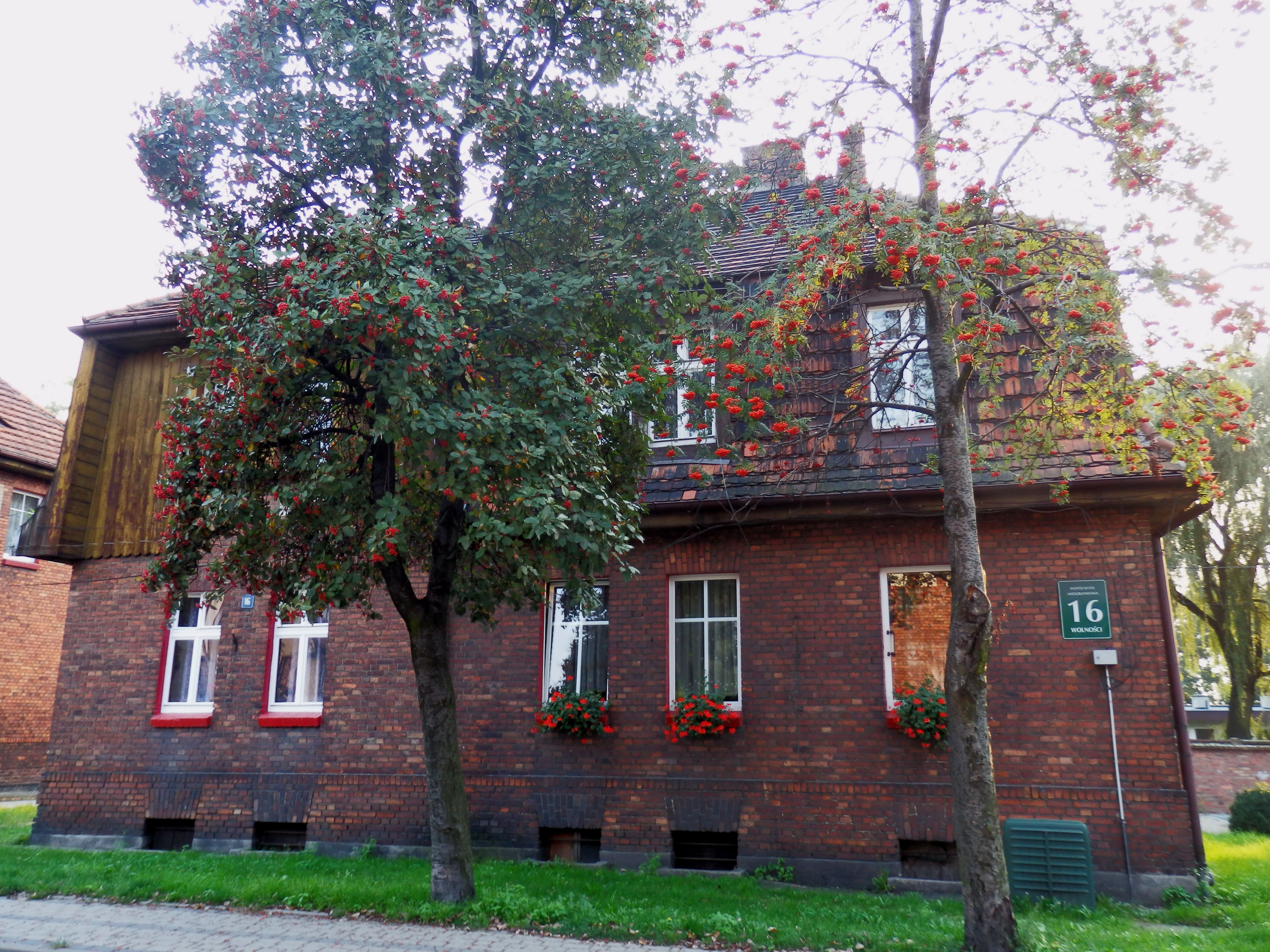
Haus in der ul. Wolności

## Persönlichkeiten
- Wilhelm Gemander (1879–1945), deutscher Verwaltungsjurist, Rittmeister bei dem Husaren-Regiment Graf Goetzen (2. Schlesisches) Nr. 6, Sportschütze und Schriftsteller